# Cryptocyclops tricolor
Cryptocyclops tricolor – gatunek widłonoga z rodziny Cyclopidae. Jako pierwszy opisał go w 1937 roku szwedzki zoolog Knut Lindberg, nadając mu nazwę Cyclops (Microcyclops) tricolor.